# Erik Petersson i Alvesta
Erik Filip Thure Petersson (i riksdagen kallad Petersson i Alvesta), född 2 maj 1902 i Sjösås socken, död 9 januari 1982 i Alvesta, var en svensk skolman och politiker (folkpartist). 
Erik Petersson, som kom från en bondefamilj, började arbeta som folkskollärare 1926 och blev rektor vid Alvesta yrkesskolor 1934. I Alvesta var han kommunalnämndens ordförande 1940-1947. I folkpartiet var han bland annat ordförande i Kronobergs läns valkretsförbund (motsvarande länsförbund) 1949-1969. Han tillhörde Svenska missionsförbundet och blev år 1939 ordförande i Alvesta missionsförsamling.
Petersson var riksdagsledamot i första kammaren för Kronobergs läns och Hallands läns valkrets 1963-1968, och var under hela sin riksdagstid suppleant i andra lagutskottet samt bevillningsutskottet. Han var främst engagerad i socialpolitik, såsom äldrefrågor och alkoholpolitik, samt religionsfrågor och skrev i riksdagen 65 egna motioner med tyngdpunkt på sociala problem: alkohol, tobak och åldringsvård m m. Andra ämnen var utbildningsfrågor (t ex religionskunskapens ställning i gymnasiet) och trafikpolitik. Interpellationer  gjorde han fyra stycken, bland annat om kvicksilverförgiftning av fisk och om nedläggningen av järnvägsstationer.